# Musculus coracobrachialis
De musculus coracobrachialis of de ravenbek-armspier ligt grotendeels onder de musculus biceps van de bovenarm. De origo ligt in de meeste gevallen samen met de korte kop van de musculus biceps aan het ravenbekuitsteeksel (Latijn:processus coracoideus) van het schouderblad (scapula). De insertie van deze spier ligt in het midden van de bovenarm aan de mediale rand van de humerus.
De functie van deze spier is anteflexie van de bovenarm en de innervatie is de nervus musculocutaneus (C6-C7).